# Klaus Jürgen Herrmann
Klaus Jürgen Herrmann (* 25. Juli 1947 in Elversberg; † 24. Mai 2016 in Saarbrücken) war ein deutscher Historiker und langjähriger Stadtarchivar von Schwäbisch Gmünd.

## Leben
Nach dem Abitur am Ludwigsgymnasium in Saarbrücken 1967 studierte Herrmann Geschichte, Geographie und Soziologie an der Universität des Saarlandes. Nach Abschluss seines Studiums nahm er 1971 am Institut für Geschichte der Universität eine Stellung als Wissenschaftlicher Assistent an. 1972 wurde Herrmann mit der Arbeit Das Tuskulanerpapsttum bei Harald Zimmermann promoviert. Es folgte 1973 das Referendariat am Geheimen Staatsarchiv Preußischer Kulturbesitz in Berlin-Dahlem, bevor er bis 1974 die Ausbildung für den Höheren Archivdienst am Institut für Archivwissenschaften Marburg/Lahn absolvierte.
1975 trat Hermann die Stellung am Stadtarchiv Schwäbisch Gmünd an. 1979 wechselte er als Archivrat an das Stadtarchiv Duisburg, kehrte aber kurz darauf nach Schwäbisch Gmünd zurück, wo er als Stadtarchivar die Stellung eines Archivoberrats ausfüllte. Im Juli 2012 wurde Herrmann aus dem Amt verabschiedet. Herrmann baute das größte Archiv des Kreises zu einer Bildungs- und Begegnungsstätte aus.
Herrmann war von 2004 bis 2013 Vorsitzender des Gmünder Geschichtsvereins.

## Werke (Auswahl)
- Das Tuskulanerpapsttum [der Jahre 1012–1046], Hiersemann, Stuttgart 1973, ISBN 3-7772-7306-6.
- Geschichte des Gmünder Stadtarchivs. In: einhorn Jahrbuch Schwäbisch Gmünd 1975. einhorn-Verlag, Schwäbisch Gmünd 1976, S. 93–99.
- Das Stadtarchiv im Spannungsfeld zwischen Öffentlichkeit und Verwaltung. In: einhorn Jahrbuch Schwäbisch Gmünd 1976. einhorn-Verlag, Schwäbisch Gmünd 1977, S. 109–113.

- mit Helmut Ohnewald: Wenn die Steine reden könnten ...: historische Personen in Gmünd, aus Gmünd, über Gmünd, Remsdruckerei, Schwäbisch Gmünd 1986 ISBN 3-926043-04-0.
- Ganoven, Gauner, Galgenvögel: Strafjustiz in und um die Reichsstadt Schwäbisch Gmünd im 18. Jahrhundert, Einhorn-Verlag, Schwäbisch Gmünd 2000 ISBN 3-927654-82-5 (Internet Archive).
- mit Ulrich Müller: Kleine Geschichte der Stadt Schwäbisch Gmünd, DRW-Verlag, Leinfelden-Echterdingen 2006 ISBN 978-3-87181-034-3.